# هنري أوكابيتين
هنري أوكابيتين (4 نوفمبر 1832 - 25 سبتمبر 1867)، هو ضابط عسكري وعالم طبيعة وكاتب مؤرخ فرنسي.
ولد هنري أوكابيتين (ماري جين تشارلز)، المعروف باسم البارون أوكابيتين، يوم 4 نوفمبر 1832 في بلدة «Saint-Maurice-de-Tavernole» باإقيلم شارنت ماريتيم غرب فرنسا، وتوفي بسبب الكوليرا يوم 25 سبتمبر 1867 في بلدة بني منصور ولاية بجاية في الجزائر.

## من مؤلفاته
- بني مزاب: الصحراء الجزائرية، (نشر عام 1867)

```
- «Les Beni-Mezab : Sahara algérien, Challamel aîné, 1867»
```

- دراسات حول ماضي ومستقبل منطقة القبايل. منطقة القبائل واستعمار الجزائر، الجزائر العاصمة، (نشر عام 1864) «Études sur le passé et l'avenir des Kabyles. Les Kabyles et la colonisation de l'Algérie, Alger, Bastide, 1864»
- دراسة عن أصل وتاريخ قبائل البربر في منطقة القبائل العليا، (نشر عام 1860) - «Étude sur l'origine et l'histoire des tribus berbères de la haute Kabylie, Impr. impériale, 1860»
- الرخويات البرية والمياه العذبة في منطقة القبائل العليا، (نشر عام 1862) - «Mollusques terrestres et d’eau douce de la haute Kabylie, 1862».
- دراسة عن الدروز والحديثين (نشر عام 1862) - «Étude sur les Druzes, Nouvelles annales des voyages - février 1862, Paris, 1862»